# 九州レディースパス
九州レディースパス（きゅうしゅうレディースパス）は、九州旅客鉄道（JR九州）がかつて発売していた、女性グループを対象とした特別企画乗車券（「トクトクきっぷ」）である。

## 概説
JR九州線（下関以南）の特急列車の・普通車指定席を利用出来る。通年使用が可能で、有効期間は連続した3日間である。
女性だけのグループに限り利用可能。ナイスミディパスと異なり、年齢制限はない。2人用、3人用、4人用が設定されていた。

## 特徴
- 女性グループのみ利用可能。
- ジェイアール九州バスは利用不可。
- 遅延等による払い戻しはされない。
- 駅レンタカーが「レール&レンタカー」の料金で利用出来る。

## 沿革
- 1997年（平成9年）4月1日 - 消費税率改定に伴い2人用が28,000円→28,540円、3人用が39,000円→39,760円、4人用が49,000円→49,950円となる。
- 2002年（平成14年）x月x日 - 発売終了。